# Curtis McKenzie
Curtis McKenzie, född 22 februari 1991, är en kanadensisk professionell ishockeyspelare som tillhör NHL-laget St. Louis Blues och spelar för deras farmarlag Springfield Thunderbirds i AHL.
Han har tidigare spelat på NHL-nivå för Dallas Stars och på lägre nivåer för Chicago Wolves och Texas Stars i AHL samt Miami RedHawks (Miami University) i NCAA.
McKenzie draftades i sjätte rundan i 2009 års draft av Dallas Stars som 159:e spelare totalt.
Han skrev som free agent på ett tvåårskontrakt värt 1,5 miljoner dollar med Vegas Golden Knights den 2 juli 2018.

## Statistik
| 2006–2007   | Vancouver NW Giants  | BCMML       | 5   | 3  | 1   | 4   | 2   | —  | —  | —  | —  | —  |
| 2007–2008   | Penticton Vees       | BCHL        | 49  | 3  | 7   | 10  | 81  | 7  | 0  | 1  | 1  | 9  |
| 2008–2009   | Penticton Vees       | BCHL        | 53  | 30 | 34  | 64  | 90  | 10 | 3  | 7  | 10 | 13 |
| 2009–2010   | Miami RedHawks       | NCAA        | 42  | 6  | 21  | 27  | 88  | —  | —  | —  | —  | —  |
| 2010–2011   | Miami RedHawks       | NCAA        | 38  | 7  | 5   | 12  | 57  | —  | —  | —  | —  | —  |
| 2011–2012   | Miami RedHawks       | NCAA        | 40  | 5  | 12  | 17  | 60  | —  | —  | —  | —  | —  |
| 2012–2013   | Miami RedHawks       | NCAA        | 39  | 11 | 13  | 24  | 80  | —  | —  | —  | —  | —  |
|             | Texas Stars          | AHL         | 5   | 0  | 1   | 1   | 14  | 2  | 0  | 0  | 0  | 0  |
| 2013–2014   | Texas Stars          | AHL         | 75  | 27 | 38  | 65  | 92  | 21 | 3  | 11 | 14 | 21 |
| 2014–2015   | Dallas Stars         | NHL         | 36  | 4  | 1   | 5   | 48  | —  | —  | —  | —  | —  |
|             | Texas Stars          | AHL         | 31  | 6  | 15  | 21  | 46  | 3  | 1  | 1  | 2  | 18 |
| 2015–2016   | Dallas Stars         | NHL         | 3   | 0  | 0   | 0   | 0   | 1  | 0  | 0  | 0  | 5  |
|             | Texas Stars          | AHL         | 61  | 24 | 31  | 55  | 120 | 4  | 1  | 1  | 2  | 8  |
| 2016–2017   | Dallas Stars         | NHL         | 53  | 6  | 10  | 16  | 72  | —  | —  | —  | —  | —  |
| 2017–2018   | Dallas Stars         | NHL         | 7   | 0  | 2   | 2   | 11  | —  | —  | —  | —  | —  |
|             | Texas Stars          | AHL         | 51  | 25 | 23  | 48  | 74  | 22 | 11 | 9  | 20 | 27 |
| 2018–2019   | Vegas Golden Knights | NHL         | —   | —  | —   | —   | —   | —  | —  | —  | —  | —  |
| NHL totalt  | NHL totalt           | NHL totalt  | 99  | 10 | 13  | 23  | 131 | 1  | 0  | 0  | 0  | 5  |
| AHL totalt  | AHL totalt           | AHL totalt  | 223 | 82 | 108 | 190 | 346 | 52 | 16 | 22 | 38 | 74 |
| NCAA totalt | NCAA totalt          | NCAA totalt | 159 | 29 | 51  | 80  | 285 | —  | —  | —  | —  | —  |